# Psellidotus rubricornis
Psellidotus rubricornis är en tvåvingeart som först beskrevs av Macquart 1846.  Psellidotus rubricornis ingår i släktet Psellidotus och familjen vapenflugor. Inga underarter finns listade i Catalogue of Life.